# ألف لام الخميني

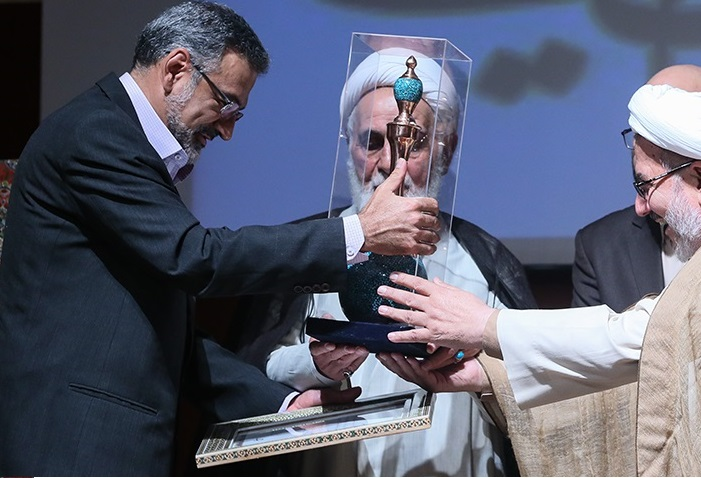
إزاحة الستار عن كتاب "ألف لام الخميني" (بقلم) هداية الله بهبودي - الشخص الموجود على يسار الصورة، بصفته المؤلف

ألف لام الخميني ( الفارسية: الف لام خمینی ) هو كتاب كتبه هداية الله بهبودي وهو يتعلق بسيرة المرشد الأعلى الأول لإيران، السيد روح الله الخميني. نشر هذا الكتاب معهد الدراسات والأبحاث السياسية (الفارسية: مؤسسه مطالعات و پژوهشهای سیاسی) في عام 2018؛ وحصل على جائزة جلال آل أحمد الأدبية [الإنجليزية]، وجائزة كتاب العام في إيران [الإنجليزية].
الكتاب عبارة عن قطعة شاملة عن حياة آية الله روح الله الخميني. يبدأ الكتاب بالتعريف بأسرة الخميني ثم ولادة روح الله الخميني ونشأته وتعليمه الأساسي ثم تعليمه العالي.

## المحتوى

الطبعة الأولى (الفارسية)

وبحسب مراسل وكالة أنباء الجمهورية الإسلامية الإيرانية، فإن أهم نقطة فيما يتعلق بكتاب "ألف لام الخميني" هي أن: أجزاء مختلفة من الكتاب قد تم تأليفها من خلال تقديم الوثائق الكتاب المذكور والذي صدرت طبعته الأولى في 1157 صفحة (في 18 فصلًا)، يبدأ بالتعريف بأسرة [الإنجليزية] السيد روح الله الخميني، ويتابع حركة حياة الخميني منذ ولادته، وتلقى تعليمه في مسقط رأسه، ثم في أراك، وهجرته إلى الحوزة العلمية في قم. يمكن تقسيم كتاب السيرة الذاتية هذا إلى قسمين عامين:
- القسم الأول يتعلق بالحياة العلمية للسيد روح الله الخميني في قم، والتي تشمل أكثر من أربعين عامًا من حياته؛ ويذكر أيضاً أنه خلال هذه العقود الأربعة من حياته درس ودرّس وكتب، كما قام بتكوين الطلاب والفقهاء (الدينيين/السياسيين).
- أما القسم الثاني من هذه السيرة فيتعلق بالحياة السياسية للسيد روح الله الخميني التي بدأت في عام 1962، وترتبط بانتصار "الحركة الإسلامية" في عام 1979 ـ من خلال المرور بمختلف مراحل العصر.[13]

## الجوائز الأدبية
حاز كتاب "ألف لام الخميني" على جائزة جلال آل أحمد الأدبية [الإنجليزية] في عام 2018 في قسم الأفلام الوثائقية. وقد فاز هذا الكتاب أيضًا بجائزة كتاب العام في إيران [الإنجليزية] (35) في قسم الأفلام الوثائقية.

## طالع أيضًا
- شرح الاسم (كتاب)
- السيد روح الله الخميني في الطفولة